# Maja Iwanowa (Gewichtheberin)
Maja Iwanowa (bulgarisch Мая Иванова; * 5. Juni 1991) ist eine bulgarische Gewichtheberin.

## Karriere
Sie war 2009 Vize-Junioren-Europameisterin. 2012 nahm sie erstmals an den Europameisterschaften der Aktiven teil und erreichte in der Klasse bis 53 kg den neunten Platz. Bei den Europameisterschaften 2013 gewann sie die Bronzemedaille. 2014 konnte Iwanowa bei den Europameisterschaften erneut Bronze gewinnen. Bei den Weltmeisterschaften im selben Jahre belegte sie Platz 13. 2015 wurde sie allerdings bei einer Trainingskontrolle kurz vor den Europameisterschaften wie auch zehn weitere Mitglieder der bulgarischen Nationalmannschaft positiv auf Stanozolol getestet und für neun Monate gesperrt.